# Foudia
Foudia – rodzaj ptaków z podrodziny wikłaczy (Ploceinae) w rodzinie wikłaczowatych (Ploceidae).

## Zasięg występowania
Rodzaj obejmuje gatunki występujące na afrykańskich wyspach na Oceanie Indyjskim – Madagaskarze, Komorach, Mauritiusie, Aldabrze, Seszelach i Rodriguesie.

## Morfologia
Długość ciała 12–14 cm; masa ciała 13–27 g.

## Systematyka

### Etymologia
- Foudia: malgaska nazwa Foudi, Fodi lub Fody dla wikłacza czerwonego[8].
- Calyphantria: gr. καλος kalos „piękny”; ὑφαντρια huphantria „tkaczka”, od ὑφαντης huphantēs „tkacz”, od ὑφαινω huphainō „tkać”[9]. Gatunek typowy: Loxia madagascariensis Linnaeus, 1766.
- Nesacanthis: gr. νησος nēsos „wyspa” (tj. Komory); rodzaj Acanthis Borkhausen, 1797, czeczotka[10]. Gatunek typowy: Foudia eminentissima Bonaparte, 1850.
- Neshyphantes: gr. νησος nēsos „wyspa” (tj. Rodrigues); ὑφαντης huphantēs „tkacz”, od ὑφαινω huphainō „tkać”[11]. Gatunek typowy: Foudia flavicans A. Newton, 1865.

### Podział systematyczny
Do rodzaju należą następujące gatunki:
- Foudia sechellarum E. Newton, 1867 – wikłacz seszelski
- Foudia flavicans A. Newton, 1865 – wikłacz maskareński
- Foudia aldabrana Ridgway, 1893 – wikłacz aldabrański – takson wyodrębniony niedawno z F. eminentissima[13]
- Foudia madagascariensis (Linnaeus, 1766) – wikłacz czerwony
- Foudia omissa Rothschild, 1912 – wikłacz leśny
- Foudia eminentissima Bonaparte, 1850 – wikłacz komorski
- Foudia delloni Cheke & Hume, 2008 – wikłacz reunioński – takson wymarły pod koniec XVII wieku[14]
- Foudia rubra (J.F. Gmelin, 1789) – wikłacz maurytyjski